# Rafael Mateos
Rafael Mateos Pérez, nacido el 23 de febrero de 1976, es un ciclista español. Debutó como profesional en 1998 y se retiró en 2003.

## Palmarés
2003
- 1 etapa CRE de la Vuelta a Castilla y León

## Resultados en las Grandes Vueltas y Campeonatos del Mundo
| Carrera         | 1998 | 1999 | 2000 | 2001 | 2002 | 2003 |
| --------------- | ---- | ---- | ---- | ---- | ---- | ---- |
| Giro de Italia  | -    | -    | -    | Ab.  | -    | -    |
| Tour de Francia | -    | -    | Ab.  | -    | -    | -    |
| Vuelta a España | -    | -    | Ab.  | -    | -    | -    |
| Mundial en Ruta | -    | -    | -    | -    | -    | -    |

-: no participa

Ab.: abandono